# Honkin' on Bobo
Honkin' On Bobo es el decimocuarto álbum de estudio de Aerosmith, lanzado el 30 de marzo de 2004 por el sello Columbia Records.

## Lista de canciones
| N.º | Título                      | Escritor(es)                               | Duración |  |
| 1.  | «Road Runner»               | Ellas McDaniel                             | 3:46     |  |
| 2.  | «Shame, Shame, Shame»       | Ruby Fisher, Kenyon Hopkins                | 2:15     |  |
| 3.  | «Eyesight to the Blind»     | Sonny Boy Williamson                       | 3:09     |  |
| 4.  | «Baby, Please Don't Go»     | Joe Williams                               | 3:24     |  |
| 5.  | «Never Loved a Girl»        | Ronny Shannon                              | 3:12     |  |
| 6.  | «Back Back Train»           | Fred McDowell                              | 4:23     |  |
| 7.  | «You Gotta Move»            | Reverend Gary Davis, Fred McDowell         | 5:30     |  |
| 8.  | «The Grind»                 | Steven Tyler, Joe Perry, Marti Frederiksen | 3:46     |  |
| 9.  | «I'm Ready»                 | Willie Dixon                               | 4:13     |  |
| 10. | «Temperature»               | Joel Michael Cohen, Walter Jacobs          | 2:52     |  |
| 11. | «Stop Messin' Around»       | Clifford Adams, Peter Green                | 4:29     |  |
| 12. | «Jesus Is on the Main Line» | F. McDowell                                | 2:51     |  |

| Edición japonesa |         |                          |          |  |
| N.º              | Título  | Escritor(es)             | Duración |  |
| 13.              | «Jaded» | Tyler, Marti Frederiksen | 3:34     |  |